# Embraceable You
Embraceable You (bra: Um Anjo em Meu Caminho) é um filme de drama e romance estadunidense dirigido por Felix Jacoves e estrelado por Dane Clark e Geraldine Brooks. Foi lançado em 1948 pela Warner Bros. Pictures.

## Elenco
- Dane Clark ...Eddie Novoc
- Geraldine Brooks ...Marie Willens
- S. Z. Sakall ...Sammy
- Wallace Ford ...Policial Ferria
- Richard Rober ... Sig Ketch
- Lina Romay ...Libby Dennis
- Douglas Kennedy ...Dr. Wirth
- Mary Stuart ...Miss Purdy
- Philip Van Zandt ...Matt Hethron
- Dave Barry ...comediante
- Rod Rogers ...Bernie Sallin